# Шаханд
Шаханд (узб. Shahand/Шаханд) — посёлок городского типа в Туракурганском районе Наманганской области Узбекистана. Расположен на правом берегу Сырдарьи в 15-20 км к юго-западу от Намангана.
В посёлке проживает 35000 человек. Имеются пять школ, четыре детсада и большая мечеть. Статус посёлка городского типа с 1974 года.
Вблизи посёлка находится городище Ахсикет (Ахси) на берегу Сырдарьи. Город состоял из цитадели, шахристана — основной городской части и рабада — района, где жили ремесленники. Площадь города составляла примерно 30 гектаров. Цитадель была отделена от города стеной, а по периметру внешних городских стен был вырыт глубокий ров. В городе была развита торговля и кустарное ремесленное производство. В VII—XIII веках в Ахсикете находился один из среднеазиатских центров по производству литой тигельной стали. 70 гектаров площади городища были заняты производством стали.
Руины древнего города Аксикент расположены на правом берегу реки Сырдарья, на территории села Шаханд Торакорганского района Наманганской области. Согласно историческим данным, город Ахсикат был основан в III-II веках до нашей эры, а в IX-X веках был столицей Ферганской долины. 1219 г. был полностью разрушен монголами. Ахси, новый город, построенный в 5-7 км к западу от старого места, датируется 14-17 веками.
Шаханд упоминается в Бабур-наме (воспоминания Захир ад-дина Мухаммеда Бабура, основателя Империи Великих Моголов, потомка Тамерлана. Написаны на чагатайском языке, в то время именовавшемся «тюрки́»; при этом встречаются отдельные фразы и стихотворные вставки на фарси).